# Chiloscyphus concavus
Chiloscyphus concavus là một loài rêu tản trong họ Lophocoleaceae. Loài này được (Stephani) Hässel de Menéndez mô tả khoa học lần đầu tiên năm 2001.